# Sugar (websérie)
Sugar é uma série original americana do YouTube Premium, que estreou no dia 15 de agosto de 2018. É baseada no filme de comédia Wedding Crashers (2005) e no videoclipe do single "Sugar" da banda americana Maroon 5. A série contou com um artista ou grupo de música popular diferente a cada semana, surpreendendo os fãs que retribuíram à sua comunidade, que incluem apresentações pop-up e aparições. O show foi criado por Adam Levine e é produzido por ele juntamente com David Dobkin, e é dirigido por Alex Van Wagner.

## Sinopse
Sugar segue "um novo artista em cada episódio, ao surpreender os fãs que retribuíram suas comunidades de maneira empoderadora. Durante um momento pessoal crucial em suas vidas, cada fã recebe uma surpresa incrível, enquanto seus heróis lutam contra seus eventos especiais e realizam performances pop-up exclusivas que retribuem com estilo extraordinário".

## Background
Em 13 de julho de 2018, foi anunciado que Sugar estrearia em 15 de agosto de 2018 no YouTube Premium. A temporada inaugural contou com 8 episódios, que foram ao ar semanalmente no YouTube Premium. A série contou com um artista ou grupo de música popular diferente a cada semana, surpreendendo os fãs que retribuíram à sua comunidade. Adam Levine fez uma declaração pública após o anúncio da série.
Estou muito animado para mostrar a todos este interessante show, repleto de muitas experiências diferentes, além de emoções; com base no conceito por trás do vídeo de "Sugar". Estou extremamente grato e igualmente animado por todos que participaram em ambos os lados da câmera.

## Elenco
- Maroon 5
- A$AP Ferg
- Fifth Harmony
- Bad Bunny
- Blake Shelton
- Charlie Puth
- Kelly Clarkson
- Snoop Dogg

## Produção
O crédito do criador de Sugar é intitulado para o vocalista do Maroon 5 e o treinador do The Voice, Adam Levine. Os produtores executivos incluem Levine, David Dobkin, Jay Renfroe, David Garfinkle, Megan Wolpert Dobkin, Josh Gummersall e Todd Yasui para seus respectivos episódios. Alex Van Wagner é creditado como diretor. 

## Episódios
| Número | Título                                                                        | Convidado(s) em destaque | Diretor         | Data                 |
| ------ | ----------------------------------------------------------------------------- | ------------------------ | --------------- | -------------------- |
| 1      | "Maroon 5 surprise a teen for the party of the year."                         | Maroon 5                 | David Dobkin    | 15 de agosto de 2018 |
| 2      | "A$AP Ferg drops in on a deserving NYC public school teacher."                | A$AP Ferg                | David Dobkin    | 15 de agosto de 2018 |
| 3      | "Fifth Harmony surprises a remarkable fan and her wheelchair dance group."    | Fifth Harmony            | Alex van Wagner | 15 de agosto de 2018 |
| 4      | "Bad Bunny pays it back to a deaf fan who loves to dance"                     | Bad Bunny                | Alex van Wagner | 15 de agosto de 2018 |
| 5      | "Charlie Puth gives a pop up performance for fan on her 17th birthday"        | Charlie Puth             | Alex van Wagner | 15 de agosto de 2018 |
| 6      | "Snoop Dogg surprises a young father who is working to turn his life around." | Snoop Dogg               | Alex van Wagner | 15 de agosto de 2018 |
| 7      | "Kelly Clarkson crashes a fan’s wedding for the first dance"                  | Kelly Clarkson           | Alex van Wagner | 15 de agosto de 2018 |
| 8      | "Blake Shelton surprises a fan inspired by his music while in foster care"    | Blake Shelton            | Alex van Wagner | 15 de agosto de 2018 |